# Zoniagrion
Zoniagrion is een geslacht van libellen (Odonata) uit de familie van de waterjuffers (Coenagrionidae).

## Soorten
Zoniagrion omvat 1 soort:
- Zoniagrion exclamationis (Selys, 1876)